# Juan Pablo Gómez Fierro
Juan Pablo Gómez Fierro (19 de octubre de 1983) es un abogado mexicano. Fue juzgador federal durante una década. En su último cargo se desempeñó como Magistrado del Décimo Cuarto Tribunal Colegiado en Materia Administrativa del Primer Circuito con Residencia en la Ciudad de México. Fue también Juez Segundo de Distrito en Materia Administrativa Especializado en Competencia Económica, Radiodifusión y Telecomunicaciones, con residencia en la Ciudad de México y jurisdicción en toda la República
En 2021 cobró notoriedad después de emitir resoluciones que frenaron algunas de las principales políticas del gobierno del presidente Andrés Manuel López Obrador, entre ellas, la Ley de la Industria Eléctrica, el Padrón Nacional de Usuarios de Telefonía Móvil, también conocido como Panaut y la Ley de Hidrocarburos.

## Formación Académica
Realizó sus estudios profesionales en la Facultad de Derecho de la Universidad Autónoma de San Luis Potosí. Es Maestro en Derecho Constitucional y Derechos Humanos por la Universidad Panamericana y Doctor en Derecho por la Escuela Libre de Derecho. Cuenta con estudios de Especialidad en Derecho Constitucional y Derecho Administrativo por la Universidad de Salamanca en España; en Derecho Público por la Escuela Libre de Derecho; en Derecho Fiscal por la Universidad Panamericana; en Justicia Constitucional por la Universidad de Castilla – La Mancha, Toledo, en España; en la Secretaría de Juzgado de Distrito y Tribunal de Circuito (sexta generación), en el entonces Instituto de la Judicatura Federal, hoy Escuela Federal de Formación Judicial, donde obtuvo mención honorífica. Acreditó el Curso Básico de Formación y Preparación de Secretarios del Poder Judicial de la Federación, así como diversos cursos y diplomados en Derecho Constitucional, juicio de amparo, Derecho Tributario, interpretación jurídica, propiedad industrial e intelectual, perspectiva de género, competencia económica, telecomunicaciones y medio ambiente.

## Trayectoria Profesional
Actualmente es Magistrado del Décimo Cuarto Tribunal Colegiado en Materia Administrativa del Primer Circuito con residencia en la Ciudad de México. 
Se desempeñó como Juez Segundo de Distrito en Materia Administrativa Especializado en Competencia Económica, Radiodifusión y Telecomunicaciones, con residencia en la Ciudad de México y jurisdicción en toda la República.
Dentro del Poder Judicial de la Federación ha desempeñado los cargos de oficial Judicial, actuario Judicial, secretario de Juzgado de Distrito, secretario de Tribunal Colegiado de Circuito, secretario de estudio y cuenta de la Suprema Corte de Justicia de la Nación en la Ponencia del Ministro José Fernando Franco González Salas y Juez de Distrito en Materia Administrativa en el Primer Circuito.
En el marco de la aprobación de la reforma judicial, el 16 de octubre de 2024 presentó ante el Senado de la República la declinación a la candidatura para participar en los procesos de elección popular para Magistrado de Circuito, por considerar que la reforma era contraria a los valores de la República y la división de poderes. Renunció y concluyó su encargo el 31 de octubre de 2024. A partir de febrero de 2025 ejerce su profesión como abogado litigante.
Ha sido profesor titular en la Especialidad en Derecho de Amparo en la Universidad Panamericana y en la Universidad Iberoamericana, en el Diplomado en Juicios Constitucionales del Instituto Tecnológico Autónomo de México y en el Curso Básico de Formación y Preparación de Secretarios del Poder Judicial de la Federación, impartido por la Escuela Federal de Formación Judicial. Así como profesor adjunto en la Maestría en Derecho Constitucional en la Escuela Libre de Derecho. También ha participado como ponente en seminarios, diplomados y conferencias en las materias de derechos humanos, Derecho Constitucional, juicio de amparo, interpretación jurídica, perspectiva de género, protección de datos personales, transparencia y acceso a la información.

## Publicaciones
Coordinador y autor en El Ministro José Fernando González Salas. Presencia y Trascendencia, “El Ministro, el jurista, el hombre”; y, coautor en  Los Principios Judiciales, “Estudio sobre el gobierno administrativo de los jueces en México".
Autor del libro “Las medidas cautelares en el juicio de amparo”, Tirant lo Blanch (2024)
Autor del libro “Una nueva acción de inconstitucionalidad en México”,
Tirant lo Blanch (2023)
Coautor del libro “Elaboración de proyectos de sentencia. Amparo
indirecto en materia administrativa”, Editorial Porrúa (2011)